# Ra Kyung-min
Ra Kyung-min (född 25 november 1976) är en sydkoreansk idrottare som tog silver i badminton tillsammans med Park Joo-bong vid olympiska sommarspelen 1996 i Atlanta. Åtta år senare tog hon brons i Athen.